# Mogera robusta
Mogera robusta är ett däggdjur i familjen mullvadsdjur som förekommer i östra Asien. Populationens taxonomiska status är inte helt utredd. Den listas av flera zoologer som underart till Mogera wogura men IUCN godkänner Mogera robusta som art.
För 15 individer som 1991 ingick i en studie registrerades en genomsnittlig kroppslängd (huvud och bål) av 162 mm, en svanslängd av cirka 19,5 mm och en genomsnittlig vikt av 121,5 g. Framtassarna var cirka 22 mm långa och breda och bakfötternas längd var likaså 22 mm. Pälsens hår är tunna och i genomsnitt 8,6 mm långa med en grå färg. Enligt en annan källa är pälsen på ovansidan gråbrun och på undersidan lite ljusare. Fötterna har en gul skugga.
Arten förekommer i nordöstra Kina, på Koreahalvön samt i östra Ryssland. Den lever främst i skogar men den hittas även i gräsmarker, på åkermark och i bergstrakter med några träd.
Mogera robusta gräver liksom andra mullvadar underjordiska tunnelsystem. Gångarna som används för födosöket ligger 8 till 10 cm under markytan och tunnlarna av det egentliga boet ligger cirka 30 cm djupa. I boet igår en kammare som kan ligga under buskarnas rötter. Systemets tunnlar kan tillsammans vara 450 meter långa. Individerna är aktiva på dagen och på natten.
Denna mullvad äter daggmaskar, insekter och insektslarver. Honor har mellan maj och juli två kullar med 2 till 8 ungar per kull. I sällsynta fall kan en individ leva fyra år.
Arten fångades mellan 1930- och 1960-talet för pälsens skull men detta hot finns inte längre. IUCN listar Mogera robusta som livskraftig (LC).